# Nops maculatus
Nops maculatus là một loài nhện trong họ Caponiidae.
Loài này thuộc chi Nops. Nops maculatus được Eugène Simon miêu tả năm 1893.